# Soto de la Vega
Soto de la Vega és un municipi de la província de Lleó a la comunitat autònoma de Castella i Lleó. Forma part de la comarca de Tierra de la Bañeza.

## Demografia
| 1991 | 1996 | 2001 | 2004 |
| ---- | ---- | ---- | ---- |
| 2258 | 2101 | 1944 | 1933 |